# Eleições gerais na Espanha em 2008
As eleições gerais na Espanha em 2008 foram realizadas a 9 de março de 2008, para eleger a 9ª Cortes Gerais do Reino da Espanha. Todas os 350 lugares do Congresso dos Deputados estavam em disputa, assim como 208 das 264 cadeiras do Senado.
Após quatro anos de crescente bipolarização da política espanhola, a eleição registou um resultado recorde tanto para o Partido Socialista Operário Espanhol (PSOE) quanto para o Partido Popular (PP), obtendo juntos mais de 83% dos votos - mais de 21 milhões de votos — e 92% das cadeiras do Congresso. O PSOE, sob José Luis Rodríguez Zapatero, beneficiou do voto tático contra o PP e emergiu como o partido mais votado a apenas 7 lugares da maioria absoluta. Por outro lado, o PP de Mariano Rajoy viu um aumento em sua percentagem de votos e número de deputados, mas permaneceu incapaz de ultrapassar os socialistas.
A Esquerda Unida (IU) teve seu pior desempenho nas eleições gerais de todos os tempos, com menos de 4% e 2 deputados. Os partidos nacionalistas regionais Convergência e União (CiU), Esquerda Republicana da Catalunha (ERC), Partido Nacionalista Basco (PNV) ou Chunta Aragonesista (CHA) também foram prejudicados pela votação tática maciça para o PSOE, caindo para mínimos históricos de apoio popular. A União, Progresso e Democracia (UPyD), com 1 deputados e pouco mais de 300.000 votos, tornou-se o primeiro partido nacional, além do PSOE, PP e IU, a entrar no parlamento em mais de duas décadas.
Zapatero foi empossado como primeiro-ministro da Espanha para um segundo mandato em abril de 2008, no momento em que a economia espanhola começava a mostrar sinais de fadiga e desaceleração econômica após uma década de crescimento.

## Resultados e participação
| Partido                 | Partido                              | Votos       | %               | +/-         | Deputados   | +/-         |
| ----------------------- | ------------------------------------ | ----------- | --------------- | ----------- | ----------- | ----------- |
|                         | Partido Socialista Operário Espanhol | 11 289 335  | 43,87 / 100,00  | 1,28        | 169 / 350   | 5           |
|                         | Partido Popular                      | 10 278 010  | 39,94 / 100,00  | 2,23        | 154 / 350   | 6           |
|                         | Esquerda Unida                       | 969 946     | 3,77 / 100,00   | 1,19        | 2 / 350     | 3           |
|                         | Convergência e União                 | 779 425     | 3,03 / 100,00   | 0,20        | 10 / 350    | Estável     |
|                         | Partido Nacionalista Basco           | 306 128     | 1,19 / 100,00   | 0,44        | 6 / 350     | 1           |
|                         | União, Progresso e Democracia        | 306 079     | 1,19 / 100,00   | Novo        | 1 / 350     | Novo        |
|                         | Esquerda Republicana da Catalunha    | 298 139     | 1,16 / 100,00   | 1,36        | 3 / 350     | 5           |
|                         | Bloco Nacionalista Galego            | 212 543     | 0,83 / 100,00   | 0,02        | 2 / 350     | Estável     |
|                         | Coligação Canária                    | 174 629     | 0,68 / 100,00   | 0,23        | 2 / 350     | 1           |
|                         | Nafarroa Bai                         | 62 398      | 0,24 / 100,00   | Estável     | 1 / 350     | Estável     |
|                         | Outros (com menos de 1,00%)          | 734 028     | 2,85 / 100,00   |             | 0 / 350     |             |
| Votos Inválidos         | Votos Inválidos                      | 451 758     | 1,75 / 100,00   | 0,84        |             |             |
| Total                   | Total                                | 25 900 439  | 100,00 / 100,00 |             | 350 / 350   |             |
| Eleitorado/Participação | Eleitorado/Participação              | 35 073 179  | 73,85 / 100,00  | 1,81        |             |             |
| Fonte                   | Fonte                                | [ 6 ] [ 7 ] | [ 6 ] [ 7 ]     | [ 6 ] [ 7 ] | [ 6 ] [ 7 ] | [ 6 ] [ 7 ] |
|                         |                                      |             |                 |             |             |             |

## Resultados por comunidades autónomas
| Comunidade autónoma | %    | D    | %    | D   | %   | D  | %    | D   | %    | D   | %    | D    | %   | D   | %    | D   | %    | D  | %    | D  | D   | Votantes   |
| Comunidade autónoma | PSOE | PSOE | PP   | PP  | IU  | IU | CiU  | CiU | PNV  | PNV | UPyD | UPyD | ERC | ERC | BNG  | BNG | CC   | CC | NB   | NB | D   | Votantes   |
| ------------------- | ---- | ---- | ---- | --- | --- | -- | ---- | --- | ---- | --- | ---- | ---- | --- | --- | ---- | --- | ---- | -- | ---- | -- | --- | ---------- |
| Andaluzia           | 51,9 | 36   | 38,2 | 25  | 5,1 | -  | -    | -   | -    | -   | 0,9  | -    | -   | -   | -    | -   | -    | -  | -    | -  | 61  | 4 536 399  |
| Aragão              | 46,4 | 8    | 37,0 | 5   | 2,8 | -  | -    | -   | -    | -   | 1,1  | -    | -   | -   | -    | -   | -    | -  | -    | -  | 13  | 771 633    |
| Astúrias            | 46,9 | 4    | 41,6 | 4   | 7,2 | -  | -    | -   | -    | -   | 1,4  | -    | -   | -   | -    | -   | -    | -  | -    | -  | 8   | 700 268    |
| Baleares            | 44,2 | 4    | 44,0 | 4   | 2,8 | -  | -    | -   | -    | -   | 0,7  | -    | UIB | UIB | -    | -   | -    | -  | -    | -  | 8   | 477 662    |
| Canárias            | 39,6 | 7    | 35,0 | 6   | 1,3 | -  | -    | -   | -    | -   | 0,4  | -    | -   | -   | -    | -   | 17,5 | 2  | -    | -  | 15  | 1 005 295  |
| Cantábria           | 43,6 | 2    | 50,0 | 3   | 2,3 | -  | -    | -   | -    | -   | 1,4  | -    | -   | -   | -    | -   | -    | -  | -    | -  | 5   | 372 732    |
| Castela e Leão      | 42,8 | 14   | 50,0 | 18  | 2,5 | -  | -    | -   | -    | -   | 1,5  | -    | -   | -   | -    | -   | -    | -  | -    | -  | 32  | 1 684 307  |
| Castela-Mancha      | 44,5 | 9    | 49,4 | 12  | 2,9 | -  | -    | -   | -    | -   | 1,1  | -    | -   | -   | -    | -   | -    | -  | -    | -  | 21  | 1 218 554  |
| Catalunha           | 45,4 | 25   | 16,4 | 8   | 4,9 | 1  | 20,9 | 10  | -    | -   | 0,2  | -    | 7,8 | 3   | -    | -   | -    | -  | -    | -  | 47  | 3 743 360  |
| Ceuta               | 40,5 | -    | 55,1 | 1   | 0,7 | -  | -    | -   | -    | -   | 1,3  | -    | -   | -   | -    | -   | -    | -  | -    | -  | 1   | 36 605     |
| Com. Valenciana     | 41,0 | 14   | 51,6 | 19  | 2,7 | -  | -    | -   | -    | -   | 0,7  | -    | 0,2 | -   | -    | -   | -    | -  | -    | -  | 33  | 2 763 020  |
| Estremadura         | 52,3 | 5    | 41,8 | 5   | 3,0 | -  | -    | -   | -    | -   | 0,8  | -    | -   | -   | -    | -   | -    | -  | -    | -  | 10  | 704 323    |
| Galiza              | 40,6 | 10   | 43,9 | 11  | 1,4 | -  | -    | -   | -    | -   | 0,6  | -    | -   | -   | 11,5 | 2   | -    | -  | -    | -  | 23  | 1 859 754  |
| Madrid              | 39,7 | 15   | 49,2 | 18  | 4,7 | 1  | -    | -   | -    | -   | 3,7  | 1    | -   | -   | -    | -   | -    | -  | -    | -  | 35  | 3 550 858  |
| Melilha             | 48,1 | -    | 49,0 | 1   | -   | -  | -    | -   | -    | -   | 1,1  | -    | -   | -   | -    | -   | -    | -  | -    | -  | 1   | 32 295     |
| Múrcia              | 32,9 | 3    | 61,2 | 7   | 2,9 | -  | -    | -   | -    | -   | 0,9  | -    | -   | -   | -    | -   | -    | -  | -    | -  | 10  | 771 912    |
| Navarra             | 34,8 | 2    | 39,2 | 2   | 3,3 | -  | -    | -   | NB   | NB  | 0,8  | -    | -   | -   | -    | -   | -    | -  | 18,4 | 1  | 5   | 341 590    |
| País Basco          | 38,1 | 9    | 18,5 | 3   | 4,5 | -  | -    | -   | 27,1 | 6   | 0,9  | -    | -   | -   | -    | -   | -    | -  | -    | -  | 18  | 1 140 511  |
| La Rioja            | 43,6 | 2    | 49,5 | 2   | 1,9 | -  | -    | -   | -    | -   | 1,3  | -    | -   | -   | -    | -   | -    | -  | -    | -  | 4   | 189 361    |
| Espanha             | 43,9 | 169  | 39,9 | 154 | 3,8 | 2  | 3,0  | 10  | 1,2  | 6   | 1,2  | 1    | 1,2 | 3   | 0,8  | 2   | 0,7  | 2  | 0,2  | 1  | 350 | 25 900 439 |

#### Andaluzia
| Partido                 | Partido                              | Votos     | %               | +/-  | Deputados | +/-     |
| ----------------------- | ------------------------------------ | --------- | --------------- | ---- | --------- | ------- |
|                         | Partido Socialista Operário Espanhol | 2 342 277 | 51,93 / 100,00  | 0,93 | 36 / 61   | 2       |
|                         | Partido Popular                      | 1 721 824 | 38,18 / 100,00  | 4,49 | 25 / 61   | 2       |
|                         | Esquerda Unida                       | 230 335   | 5,11 / 100,00   | 1,28 | 0 / 61    | Estável |
|                         | Coligação Andaluz                    | 68 679    | 1,52 / 100,00   | 3,06 | 0 / 61    | Estável |
|                         | Outros (com menos de 1,00%)          | 101 948   | 2,26 / 100,00   |      | 0 / 61    |         |
| Votos Inválidos         | Votos Inválidos                      | 71 336    | 1,58 / 100,00   | 0,68 |           |         |
| Total                   | Total                                | 4 536 399 | 100,00 / 100,00 |      | 61 / 61   |         |
| Eleitorado/Participação | Eleitorado/Participação              | 6 234 288 | 72,77 / 100,00  | 2,00 |           |         |

#### Aragão
| Partido                 | Partido                              | Votos     | %               | +/-  | Deputados | +/-     |
| ----------------------- | ------------------------------------ | --------- | --------------- | ---- | --------- | ------- |
|                         | Partido Socialista Operário Espanhol | 356 050   | 46,39 / 100,00  | 5,11 | 8 / 13    | 1       |
|                         | Partido Popular                      | 284 068   | 37,01 / 100,00  | 0,53 | 5 / 13    | Estável |
|                         | Partido Aragonês                     | 40 054    | 5,22 / 100,00   | 0,54 | 0 / 13    | Estável |
|                         | Chunta Aragonesista                  | 38 202    | 4,98 / 100,00   | 7,09 | 0 / 13    | 1       |
|                         | Esquerda Unida                       | 21 816    | 2,84 / 100,00   | 0,04 | 0 / 13    | Estável |
|                         | União, Progresso e Democracia        | 8 728     | 1,14 / 100,00   | Novo | 0 / 13    | Novo    |
|                         | Outros (com menos de 1,00%)          | 8 942     | 1,17 / 100,00   |      | 0 / 13    |         |
| Votos Inválidos         | Votos Inválidos                      | 13 773    | 1,79 / 100,00   | 0,82 |           |         |
| Total                   | Total                                | 771 633   | 100,00 / 100,00 |      | 13 / 13   |         |
| Eleitorado/Participação | Eleitorado/Participação              | 1 016 420 | 75,92 / 100,00  | 1,12 |           |         |

#### Astúrias
| Partido                 | Partido                              | Votos   | %               | +/-  | Deputados | +/-     |
| ----------------------- | ------------------------------------ | ------- | --------------- | ---- | --------- | ------- |
|                         | Partido Socialista Operário Espanhol | 326 477 | 46,93 / 100,00  | 3,55 | 4 / 8     | Estável |
|                         | Partido Popular                      | 289 305 | 41,58 / 100,00  | 2,19 | 4 / 8     | Estável |
|                         | Esquerda Unida                       | 49 936  | 7,18 / 100,00   | 1,24 | 0 / 8     | Estável |
|                         | União, Progresso e Democracia        | 9 485   | 1,36 / 100,00   | Novo | 0 / 8     | Novo    |
|                         | Outros (com menos de 1,00%)          | 11 902  | 1,71 / 100,00   |      | 0 / 8     |         |
| Votos Inválidos         | Votos Inválidos                      | 13 163  | 1,89 / 100,00   | 0,71 |           |         |
| Total                   | Total                                | 700 268 | 100,00 / 100,00 |      | 8 / 8     |         |
| Eleitorado/Participação | Eleitorado/Participação              | 982 230 | 71,29 / 100,00  | 0,44 |           |         |

#### Baleares
| Partido                 | Partido                              | Votos   | %               | +/-  | Deputados | +/-     |
| ----------------------- | ------------------------------------ | ------- | --------------- | ---- | --------- | ------- |
|                         | Partido Socialista Operário Espanhol | 209 451 | 44,23 / 100,00  | 4,75 | 4 / 8     | Estável |
|                         | Partido Popular                      | 208 246 | 43,97 / 100,00  | 1,92 | 4 / 8     | Estável |
|                         | Unidade pelas Ilhas                  | 25 454  | 5,37 / 100,00   | 5,45 | 0 / 8     | Estável |
|                         | Esquerda Unida                       | 13 447  | 2,84 / 100,00   | -    | 0 / 8     | -       |
|                         | Outros (com menos de 1,00%)          | 10 959  | 2,31 / 100,00   |      | 0 / 8     |         |
| Votos Inválidos         | Votos Inválidos                      | 10 105  | 2,12 / 100,00   | 0,52 |           |         |
| Total                   | Total                                | 477 662 | 100,00 / 100,00 |      | 8 / 8     |         |
| Eleitorado/Participação | Eleitorado/Participação              | 706 938 | 67,57 / 100,00  | 1,27 |           |         |

#### Canárias
| Partido                 | Partido                              | Votos     | %               | +/-  | Deputados | +/-     |
| ----------------------- | ------------------------------------ | --------- | --------------- | ---- | --------- | ------- |
|                         | Partido Socialista Operário Espanhol | 395 182   | 39,57 / 100,00  | 5,12 | 7 / 15    | 1       |
|                         | Partido Popular                      | 349 568   | 35,00 / 100,00  | 0,44 | 6 / 15    | Estável |
|                         | Coligação Canária                    | 174 629   | 17,49 / 100,00  | 7,26 | 2 / 15    | 1       |
|                         | Nova Canárias-Centro Canário         | 38 024    | 3,81 / 100,00   | Novo | 0 / 15    | Novo    |
|                         | Esquerda Unida                       | 12 472    | 1,25 / 100,00   | 0,68 | 0 / 15    | Estável |
|                         | Outros (com menos de 1,00%)          | 21 476    | 2,15 / 100,00   |      | 0 / 15    |         |
| Votos Inválidos         | Votos Inválidos                      | 13 944    | 1,39 / 100,00   | 0,26 |           |         |
| Total                   | Total                                | 1 005 295 | 100,00 / 100,00 |      | 15 / 15   |         |
| Eleitorado/Participação | Eleitorado/Participação              | 1 526 178 | 65,87 / 100,00  | 0,83 |           |         |

#### Cantábria
| Partido                 | Partido                              | Votos   | %               | +/-  | Deputados | +/-     |
| ----------------------- | ------------------------------------ | ------- | --------------- | ---- | --------- | ------- |
|                         | Partido Popular                      | 184 853 | 49,99 / 100,00  | 1,91 | 3 / 5     | Estável |
|                         | Partido Socialista Operário Espanhol | 161 279 | 43,61 / 100,00  | 2,74 | 2 / 5     | Estável |
|                         | Esquerda Unida                       | 8 395   | 2,27 / 100,00   | 1,04 | 0 / 5     | Estável |
|                         | União, Progresso e Democracia        | 5 094   | 1,38 / 100,00   | Novo | 0 / 5     | Novo    |
|                         | Outros (com menos de 1,00%)          | 5 634   | 1,52 / 100,00   |      | 0 / 5     |         |
| Votos Inválidos         | Votos Inválidos                      | 7 477   | 2,02 / 100,00   | 1,11 |           |         |
| Total                   | Total                                | 372 732 | 100,00 / 100,00 |      | 5 / 5     |         |
| Eleitorado/Participação | Eleitorado/Participação              | 488 009 | 76,38 / 100,00  | 0,85 |           |         |

#### Castela e Leão
| Partido                 | Partido                              | Votos     | %               | +/-  | Deputados | +/-     |
| ----------------------- | ------------------------------------ | --------- | --------------- | ---- | --------- | ------- |
|                         | Partido Popular                      | 836 228   | 50,01 / 100,00  | 0,30 | 18 / 32   | 1       |
|                         | Partido Socialista Operário Espanhol | 715 263   | 42,78 / 100,00  | 0,88 | 14 / 32   | Estável |
|                         | Esquerda Unida                       | 41 964    | 2,51 / 100,00   | 0,32 | 0 / 32    | Estável |
|                         | União, Progresso e Democracia        | 25 504    | 1,53 / 100,00   | Novo | 0 / 32    | Novo    |
|                         | Outros (com menos de 1,00%)          | 33 107    | 1,98 / 100,00   |      | 0 / 32    |         |
| Votos Inválidos         | Votos Inválidos                      | 32 241    | 1,93 / 100,00   | 0,84 |           |         |
| Total                   | Total                                | 1 684 307 | 100,00 / 100,00 |      | 32 / 32   | 1       |
| Eleitorado/Participação | Eleitorado/Participação              | 2 168 955 | 77,66 / 100,00  | 0,15 |           |         |

#### Castela-Mancha
| Partido                 | Partido                              | Votos     | %               | +/-  | Deputados | +/-     |
| ----------------------- | ------------------------------------ | --------- | --------------- | ---- | --------- | ------- |
|                         | Partido Popular                      | 597 088   | 49,36 / 100,00  | 1,96 | 12 / 21   | 1       |
|                         | Partido Socialista Operário Espanhol | 538 402   | 44,51 / 100,00  | 1,99 | 9 / 21    | Estável |
|                         | Esquerda Unida                       | 35 425    | 2,93 / 100,00   | 0,44 | 0 / 21    | Estável |
|                         | União, Progresso e Democracia        | 13 230    | 1,09 / 100,00   | Novo | 0 / 21    | Novo    |
|                         | Outros (com menos de 1,00%)          | 13 733    | 1,14 / 100,00   |      | 0 / 21    |         |
| Votos Inválidos         | Votos Inválidos                      | 20 676    | 1,70 / 100,00   | 0,78 |           |         |
| Total                   | Total                                | 1 218 554 | 100,00 / 100,00 |      | 21 / 21   | 1       |
| Eleitorado/Participação | Eleitorado/Participação              | 1 522 832 | 80,02 / 100,00  | 0,12 |           |         |

#### Catalunha
| Partido                 | Partido                                  | Votos     | %               | +/-  | Deputados | +/-     |
| ----------------------- | ---------------------------------------- | --------- | --------------- | ---- | --------- | ------- |
|                         | Partido dos Socialistas da Catalunha     | 1 689 911 | 45,39 / 100,00  | 5,92 | 25 / 47   | 4       |
|                         | Convergência e União                     | 779 425   | 20,93 / 100,00  | 0,15 | 10 / 47   | Estável |
|                         | Partido Popular                          | 610 473   | 16,40 / 100,00  | 0,82 | 8 / 47    | 2       |
|                         | Esquerda Republicana da Catalunha        | 291 532   | 7,83 / 100,00   | 8,06 | 3 / 47    | 5       |
|                         | Iniciativa pela Catalunha-Esquerda Unida | 183 338   | 4,92 / 100,00   | 0,92 | 1 / 47    | 1       |
|                         | Outros (com menos de 1,00%)              | 111 468   | 2,99 / 100,00   |      | 0 / 47    |         |
| Votos Inválidos         | Votos Inválidos                          | 77 213    | 2,07 / 100,00   | 0,86 |           |         |
| Total                   | Total                                    | 3 743 360 | 100,00 / 100,00 |      | 47 / 47   |         |
| Eleitorado/Participação | Eleitorado/Participação                  | 5 324 909 | 70,30 / 100,00  | 5,66 |           |         |

#### Ceuta
| Partido                 | Partido                              | Votos  | %               | +/-  | Deputados | +/-     |
| ----------------------- | ------------------------------------ | ------ | --------------- | ---- | --------- | ------- |
|                         | Partido Popular                      | 20 040 | 55,11 / 100,00  | 4,13 | 1 / 1     | Estável |
|                         | Partido Socialista Operário Espanhol | 14 716 | 40,47 / 100,00  | 4,69 | 0 / 1     | Estável |
|                         | União, Progresso e Democracia        | 481    | 1,32 / 100,00   | Novo | 0 / 1     | Novo    |
|                         | Outros (com menos de 1,00%)          | 785    | 2,16 / 100,00   |      | 0 / 1     |         |
| Votos Inválidos         | Votos Inválidos                      | 583    | 1,60 / 100,00   | 0,73 |           |         |
| Total                   | Total                                | 36 605 | 100,00 / 100,00 |      | 1 / 1     |         |
| Eleitorado/Participação | Eleitorado/Participação              | 57 805 | 63,32 / 100,00  | 0,13 |           |         |

#### Comunidade Valenciana
| Partido                 | Partido                              | Votos     | %               | +/-  | Deputados | +/-     |
| ----------------------- | ------------------------------------ | --------- | --------------- | ---- | --------- | ------- |
|                         | Partido Popular                      | 1 415 793 | 51,59 / 100,00  | 4,81 | 19 / 33   | 2       |
|                         | Partido Socialista Operário Espanhol | 1 124 414 | 40,97 / 100,00  | 1,48 | 14 / 33   | Estável |
|                         | Esquerda Unida                       | 74 405    | 2,71 / 100,00   | 1,94 | 0 / 33    | 1       |
|                         | Bloco-Iniciativa-Verdes              | 29 760    | 1,08 / 100,00   | 0,45 | 0 / 33    | Estável |
|                         | Outros (com menos de 1,00%)          | 76 860    | 2,80 / 100,00   |      | 0 / 33    |         |
| Votos Inválidos         | Votos Inválidos                      | 41 788    | 1,52 / 100,00   | 0,59 |           |         |
| Total                   | Total                                | 2 763 020 | 100,00 / 100,00 |      | 33 / 33   | 1       |
| Eleitorado/Participação | Eleitorado/Participação              | 3 540 413 | 78,84 / 100,00  | 1,13 |           |         |

#### Estremadura
| Partido                 | Partido                              | Votos   | %               | +/-  | Deputados | +/-     |
| ----------------------- | ------------------------------------ | ------- | --------------- | ---- | --------- | ------- |
|                         | Partido Socialista Operário Espanhol | 365 752 | 52,29 / 100,00  | 1,07 | 5 / 10    | Estável |
|                         | Partido Popular                      | 292 453 | 41,81 / 100,00  | 0,58 | 5 / 10    | Estável |
|                         | Esquerda Unida                       | 20 606  | 2,95 / 100,00   | 0,52 | 0 / 10    | Estável |
|                         | Outros (com menos de 1,00%)          | 14 829  | 2,12 / 100,00   |      | 0 / 10    |         |
| Votos Inválidos         | Votos Inválidos                      | 10 683  | 1,52 / 100,00   | 0,50 |           |         |
| Total                   | Total                                | 704 323 | 100,00 / 100,00 |      | 10 / 10   |         |
| Eleitorado/Participação | Eleitorado/Participação              | 896 683 | 78,55 / 100,00  | 0,71 |           |         |

#### Galiza
| Partido                 | Partido                              | Votos     | %               | +/-  | Deputados | +/-     |
| ----------------------- | ------------------------------------ | --------- | --------------- | ---- | --------- | ------- |
|                         | Partido Popular                      | 809 879   | 43,86 / 100,00  | 3,29 | 11 / 23   | 1       |
|                         | Partido Socialista Operário Espanhol | 750 492   | 40,64 / 100,00  | 3,45 | 10 / 23   | Estável |
|                         | Bloco Nacionalista Galego            | 212 543   | 11,51 / 100,00  | 0,14 | 2 / 23    | Estável |
|                         | Esquerda Unida                       | 25 308    | 1,37 / 100,00   | 0,37 | 0 / 23    | Estável |
|                         | Outros (com menos de 1,00%)          | 28 977    | 1,57 / 100,00   |      | 0 / 23    |         |
| Votos Inválidos         | Votos Inválidos                      | 32 555    | 1,75 / 100,00   | 0,53 |           |         |
| Total                   | Total                                | 1 859 754 | 100,00 / 100,00 |      | 23 / 23   | 1       |
| Eleitorado/Participação | Eleitorado/Participação              | 2 638 816 | 70,48 / 100,00  | 0,49 |           |         |

#### Madrid
| Partido                 | Partido                              | Votos     | %               | +/-  | Deputados | +/-  |
| ----------------------- | ------------------------------------ | --------- | --------------- | ---- | --------- | ---- |
|                         | Partido Popular                      | 1 737 688 | 49,19 / 100,00  | 4,17 | 18 / 35   | 1    |
|                         | Partido Socialista Operário Espanhol | 1 401 785 | 39,68 / 100,00  | 4,43 | 15 / 35   | 1    |
|                         | Esquerda Unida                       | 164 595   | 4,66 / 100,00   | 1,77 | 1 / 35    | 1    |
|                         | União, Progresso e Democracia        | 132 095   | 3,74 / 100,00   | Novo | 1 / 35    | Novo |
|                         | Outros (com menos de 1,00%)          | 62 679    | 1,77 / 100,00   |      | 0 / 35    |      |
| Votos Inválidos         | Votos Inválidos                      | 52 016    | 1,47 / 100,00   | 1,09 |           |      |
| Total                   | Total                                | 3 550 858 | 100,00 / 100,00 |      | 35 / 35   |      |
| Eleitorado/Participação | Eleitorado/Participação              | 4 490 040 | 79,08 / 100,00  | 0,15 |           |      |

#### Melilha
| Partido                 | Partido                              | Votos  | %               | +/-  | Deputados | +/-     |
| ----------------------- | ------------------------------------ | ------ | --------------- | ---- | --------- | ------- |
|                         | Partido Popular                      | 15 717 | 49,03 / 100,00  | 5,57 | 1 / 1     | Estável |
|                         | Partido Socialista Operário Espanhol | 15 420 | 48,10 / 100,00  | 6,67 | 0 / 1     | Estável |
|                         | União, Progresso e Democracia        | 367    | 1,14 / 100,00   | Novo | 0 / 1     | Novo    |
|                         | Outros (com menos de 1,00%)          | 266    | 0,83 / 100,00   |      | 0 / 1     |         |
| Votos Inválidos         | Votos Inválidos                      | 525    | 1,63 / 100,00   | 0,79 |           |         |
| Total                   | Total                                | 32 295 | 100,00 / 100,00 |      | 1 / 1     |         |
| Eleitorado/Participação | Eleitorado/Participação              | 50 711 | 63,68 / 100,00  | 7,84 |           |         |

#### Múrcia
| Partido                 | Partido                              | Votos   | %               | +/-  | Deputados | +/-     |
| ----------------------- | ------------------------------------ | ------- | --------------- | ---- | --------- | ------- |
|                         | Partido Popular                      | 469 380 | 61,24 / 100,00  | 3,82 | 7 / 10    | 1       |
|                         | Partido Socialista Operário Espanhol | 251 822 | 32,85 / 100,00  | 2,15 | 3 / 10    | Estável |
|                         | Esquerda Unida                       | 22 512  | 2,94 / 100,00   | 1,33 | 0 / 10    | Estável |
|                         | Outros (com menos de 1,00%)          | 17 150  | 2,24 / 100,00   |      | 0 / 10    |         |
| Votos Inválidos         | Votos Inválidos                      | 11 051  | 1,44 / 100,00   | 0,61 |           |         |
| Total                   | Total                                | 771 912 | 100,00 / 100,00 |      | 10 / 10   | 1       |
| Eleitorado/Participação | Eleitorado/Participação              | 969 946 | 79,58 / 100,00  | 2,52 |           |         |

#### Navarra
| Partido                 | Partido                               | Votos   | %               | +/-  | Deputados | +/-     |
| ----------------------- | ------------------------------------- | ------- | --------------- | ---- | --------- | ------- |
|                         | Partido Popular-União do Povo Navarro | 133 059 | 39,22 / 100,00  | 1,62 | 2 / 5     | Estável |
|                         | Partido Socialista Operário Espanhol  | 117 920 | 34,76 / 100,00  | 1,21 | 2 / 5     | Estável |
|                         | Nafarroa Bai                          | 62 398  | 18,39 / 100,00  | 0,41 | 1 / 5     | Estável |
|                         | Esquerda Unida                        | 11 098  | 3,27 / 100,00   | 2,59 | 0 / 5     | Estável |
|                         | Outros (com menos de 1,00%)           | 9 754   | 2,88 / 100,00   |      | 0 / 5     |         |
| Votos Inválidos         | Votos Inválidos                       | 7 361   | 2,16 / 100,00   | 4,28 |           |         |
| Total                   | Total                                 | 341 590 | 100,00 / 100,00 |      | 5 / 5     |         |
| Eleitorado/Participação | Eleitorado/Participação               | 474 058 | 72,06 / 100,00  | 4,16 |           |         |

#### País Basco
| Partido                 | Partido                              | Votos     | %               | +/-   | Deputados | +/-     |
| ----------------------- | ------------------------------------ | --------- | --------------- | ----- | --------- | ------- |
|                         | Partido Socialista Operário Espanhol | 430 690   | 38,14 / 100,00  | 10,92 | 9 / 18    | 2       |
|                         | Partido Nacionalista Basco           | 306 128   | 27,11 / 100,00  | 6,61  | 6 / 18    | 1       |
|                         | Partido Popular                      | 209 244   | 18,53 / 100,00  | 0,36  | 3 / 18    | 1       |
|                         | Esquerda Unida                       | 50 403    | 4,46 / 100,00   | 3,74  | 0 / 18    | Estável |
|                         | Eusko Alkartasuna                    | 50 371    | 4,46 / 100,00   | 2,02  | 0 / 18    | 1       |
|                         | Aralar                               | 29 989    | 2,66 / 100,00   | 0,43  | 0 / 18    | Estável |
|                         | Outros (com menos de 1,00%)          | 31 814    | 2,81 / 100,00   |       | 0 / 18    |         |
| Votos Inválidos         | Votos Inválidos                      | 31 872    | 2,81 / 100,00   | 6,23  |           |         |
| Total                   | Total                                | 1 140 511 | 100,00 / 100,00 |       | 18 / 18   | 1       |
| Eleitorado/Participação | Eleitorado/Participação              | 1 781 140 | 64,03 / 100,00  | 10,94 |           |         |

#### La Rioja
| Partido                 | Partido                              | Votos   | %               | +/-   | Deputados | +/-     |
| ----------------------- | ------------------------------------ | ------- | --------------- | ----- | --------- | ------- |
|                         | Partido Popular                      | 93 104  | 49,51 / 100,00  | 0,43  | 2 / 4     | Estável |
|                         | Partido Socialista Operário Espanhol | 82 032  | 43,63 / 100,00  | 0,34  | 2 / 4     | Estável |
|                         | Esquerda Unida                       | 3 647   | 1,94 / 100,00   | 0,82  | 0 / 4     | Estável |
|                         | Partido Riojano                      | 2 837   | 1,51 / 100,00   | Novo  | 0 / 4     | Novo    |
|                         | União, Progresso e Democracia        | 2 405   | 1,28 / 100,00   | Novo  | 0 / 4     | Novo    |
|                         | Outros (com menos de 1,00%)          | 1 940   | 1,03 / 100,00   |       | 0 / 4     |         |
| Votos Inválidos         | Votos Inválidos                      | 3 396   | 1,80 / 100,00   | Baixa |           |         |
| Total                   | Total                                | 189 361 | 100,00 / 100,00 |       | 4 / 4     |         |
| Eleitorado/Participação | Eleitorado/Participação              | 238 808 | 79,29 / 100,00  | 0,17  |           |         |